# Лінден (Північна Кароліна)
Лінден (англ. Linden) — місто (англ. town) в США, в окрузі Камберленд штату Північна Кароліна. Населення — 136 осіб (2020).

## Географія
Лінден розташований за координатами 35°15′17″ пн. ш. 78°44′54″ зх. д. / 35.25472° пн. ш. 78.74833° зх. д. (35.254602, -78.748372).  За даними Бюро перепису населення США в 2010 році місто мало площу 1,31 км², уся площа — суходіл.

## Демографія
Згідно з переписом 2010 року, у місті мешкало 130 осіб у 56 домогосподарствах у складі 37 родин. Густота населення становила 99 осіб/км².  Було 65 помешкань (50/км²).
Расовий склад населення:
| - 76,9 % — білих - 12,3 % — чорних або афроамериканців - 3,1 % — корінних американців - 0,8 % — азіатів - 5,4 % — осіб інших рас |

До двох чи більше рас належало 1,5 %. Частка іспаномовних становила 5,4 % від усіх жителів.
За віковим діапазоном населення розподілялося таким чином: 15,4 % — особи молодші 18 років, 63,8 % — особи у віці 18—64 років, 20,8 % — особи у віці 65 років та старші. Медіана віку мешканця становила 49,7 року. На 100 осіб жіночої статі у місті припадало 85,7 чоловіків;  на 100 жінок у віці від 18 років та старших — 93,0 чоловіків також старших 18 років.
Середній дохід на одне домашнє господарство  становив 49 277 доларів США (медіана — 48 958), а середній дохід на одну сім'ю — 54 779 доларів (медіана — 51 875). За межею бідності перебувало 17,8 % осіб, у тому числі 32,7 % дітей у віці до 18 років та 2,9 % осіб у віці 65 років та старших.
Цивільне працевлаштоване населення становило 50 осіб. Основні галузі зайнятості: освіта, охорона здоров'я та соціальна допомога — 30,0 %, науковці, спеціалісти, менеджери — 16,0 %, виробництво — 14,0 %.